# Daniel da Silva
Daniel Eric da Silva, född 26 augusti 1981 i Göteborgs Annedals församling, Göteborgs och Bohus län, är en svensk dansare. da Silva är uppväxt i Göteborg och har varit tävlingsdansare på svensk och internationell elitnivå.[källa behövs]

## Biografi
Han arbetar idag som executive creative director och är delägare i brand experience-byrån Nine Yards.

Han deltog i Let’s Dance på TV4 åren 2006–2010. Där bildade da Silva par med Carolina Gynning, Erica Johansson, Linda Lampenius, Magdalena Graaf och Elin Kling.
Han är bror till Carin da Silva.